# فرودگاه نیپاوین
 فرودگاه نیپاوین (به انگلیسی: Nipawin Airport) یک فرودگاه همگانی است که یک باند فرود آسفالت دارد و طول باند آن ۸۹۴ متر است. این فرودگاه در کشور کانادا قرار دارد و در ارتفاع ۳۷۲ متری از سطح دریا واقع شده است.